# Nyctalus noctula
La nottola comune (Nyctalus noctula  Schreber, 1774) è un pipistrello della famiglia dei Papilli diffuso nell'Ecozona paleartica.

## Descrizione

### Dimensioni
Pipistrello di medie dimensioni, con la lunghezza della testa e del corpo tra 60 e 89 mm, la lunghezza dell'avambraccio tra 47 e 60 mm, la lunghezza della coda tra 40 e 66 mm, la lunghezza del piede tra 12 e 14 mm, la lunghezza delle orecchie tra 16 e 21 mm e un peso fino a 44 g.

### Aspetto
La pelliccia è corta e lucida. Le parti dorsali sono bruno-rossastre, mentre le parti ventrali sono più chiare. Il muso è largo, piatto e con due grosse masse ghiandolari sui lati. Le orecchie sono corte, larghe, triangolari e con l'estremità arrotondata. Il trago è corto, curvato in avanti, con l'estremità allargata e una piccola proiezione appuntita alla base del margine posteriore. Le membrane alari sono marroni scure e attaccate posteriormente sulle caviglie. I piedi sono tozzi, con le dita corte. Il pollice è corto con una piccola callosità alla base. La punta della coda si estende leggermente oltre l'ampio uropatagio, il quale è ricoperto di peli alla base. Il calcar è lungo e con un lobo terminale rotondo e ben sviluppato. Il cariotipo è 2n=42 FNa=54.

### Ecolocazione
Emette ultrasuoni a basso ciclo di lavoro sotto forma di impulsi di durata intermedia a frequenza modulata iniziale di 52 kHz e finale di 18 kHz.

## Biologia

### Comportamento
In estate si rifugia nelle cavità degli alberi, più frequentemente in querce, pioppi e pini e talvolta in edifici. In inverno entra in ibernazione dalla fine di settembre o metà novembre fino a marzo o ai primi di aprile nelle fessure rocciose, nelle grotte, per lo più nella parte più meridionale del suo areale e occasionalmente in strutture artificiali dove forma colonie fino a 10.000 individui. Forma vivai di 20-50 femmine principalmente nell'Europa orientale. In primavera e in estate prima della stagione degli amori i maschi occupano e difendono un determinato territorio dove successivamente li raggiungeranno da 4 a 9 femmine. Condivide i ricoveri insieme al pipistrello di Nathusius, il pipistrello nano e il serotino bicolore. L'attività predatoria inizia poco dopo il tramonto, talvolta anche di giorno, si svolge a circa 10-40 metri dal suolo ed è costituita da un unico volo dalla durata di circa un'ora, raddoppiato in estate da un altro effettuato poco prima dell'alba. Il volo è veloce, rettilineo e intervallato da planate, brusche variazioni di direzione e dall'alternarsi d'intensità di battiti alari. Effettua migrazioni stagionali dall'Europa centrale a quella sud-occidentale fino a 1.546 km.

### Alimentazione
Si nutre di insetti, in particolare falene, coleotteri e chironomidi, catturati in volo sopra specchi d'acqua, ai margini dei boschi, radure, nelle discariche e più raramente negli abitati.

### Riproduzione
Danno alla luce uno o due piccoli alla volta tra giugno e luglio. Talvolta si verificano anche parti trigemini, particolarmente nell'Europa centrale. Gli accoppiamenti avvengono da agosto a ottobre o novembre, talvolta anche durante l'ibernazione. Le femmine raggiungono la maturità sessuale al primo anno di vita. I nascituri sostituiscono la dentatura da latte ed iniziano a volare dopo 4 settimane dalla nascita.

## Distribuzione e habitat
Questa specie è diffusa in Europa dalla Penisola Iberica fino al Caucaso, nell'Asia centrale dall'Iran settentrionale fino alla Cina occidentale, nella parte settentrionale del Subcontinente indiano e in Indocina. Popolazioni isolate sono presenti in Libano, Israele e nell'Oman. In Italia è presente su tutto il territorio eccetto le isole.
Vive nei boschi umidi di latifoglie o misti ed in ambienti urbani fino a 1.900 metri di altitudine.

## Tassonomia
Sono state riconosciute 4 sottospecie:
- N.n.noctula: Spagna centrale e nord-orientale, Francia, Belgio, Paesi Bassi, Lussemburgo, Gran Bretagna, Svizzera, Italia, Cipro, Malta, Austria, Germania, Danimarca, Polonia, Repubblica Ceca, Slovacchia, Ungheria, Slovenia, Bosnia ed Erzegovina, Croazia, Montenegro, Macedonia, Serbia, Albania, Grecia, Bulgaria, Romania, Ucraina, Bielorussia, Lituania, Lettonia, Estonia, Norvegia sud-orientale, Svezia e Finlandia meridionali, Turchia europea e Anatolia nord-occidentale, Armenia, Azerbaigian, Georgia, Russia occidentale, Oman, Iran settentrionale;
- N.n.labiata (Hodgson, 1835): Pakistan settentrionale, stati indiani dell'Himachal Pradesh, Jammu e Kashmir, Nagaland, Sikkim, Uttarakhand, West Bengal, Nepal; Birmania, Vietnam e Thailandia settentrionali;
- N.n.lebanoticus (Harrison, 1962): Israele settentrionale, Libano;
- N.n.mecklenburzevi (Kuziakin, 1934): Territorio dell'Altaj nella Siberia centro-meridionale, Turkmenistan sud-occidentale, Kazakistan occidentale, centrale e orientale, Uzbekistan orientale, Kirghizistan, Tagikistan, provincia cinese occidentale dello Xinjiang;

## Conservazione
La IUCN Red List, considerato il vasto areale e l'abbondanza, sebbene sia stato osservato un declino nella popolazione in alcune zone ma entro limiti sostenibili, classifica N.noctula come specie a rischio minimo (Least Concern)).